# Vaszilij Szemjonovics Lanovoj
Vaszilij Szemjonovics Lanovoj, oroszul: Василий Семёнович Лановой (Moszkva, 1934. január 16. — Moszkva, 2021. január 28.) szovjet-orosz színész.
A magyar közönség elsősorban a Háború és béke és az Anna Karenina Tolsztoj adaptációkban nyújtott alakításaira figyelhetett fel. Kiváló volt többek között A tavasz tizenhét pillanata című szovjet filmsorozatban is, amelyben Wolff tábornokot alakította.
Életműve szorosan kötődik az orosz nyelvterülethez, kultúrához, munkáinak túlnyomó többsége csupán az oroszul kiválóan értők számára hozzáférhető. Filmjeinek is csak a kisebbik részét mutatták be Magyarországon.
Katonás alkata, komoly, határozott egyénisége miatt szerepeinek csaknem fele parancsnoki beosztású katonatiszt, tábornok volt. Nemcsak szovjet, de cári tisztet, sőt még német SS tábornokot is alakított. Ezért aztán sokan meglepődnek például a Vadállatok a fedélzeten nézői közül, amelyben egy tengerparti strandon nyugágyában sütkérező, mókásan rémüldöző szépfiú epizódszerepében láthatják viszont pár pillanatra az ifjú Lanovojt.

## Élete
Szülei, Szemjon Petrovics Lanovoj (1907–1979) és Galina Ivanovna (1910–1986) ukrán földművesek voltak. Egy Sztrimba nevű kis faluban (Odesszai terület, Kodimai járás) éltek. Az ukrajnai éhínség elől a szülők 1931-ben Moszkvába költöztek az apa testvéréhez. Itt született Vaszilij Lanovoj, és csak hétéves korában találkozott nagyszüleivel Sztrimbában a háború kitörésekor.
Lanovoj szülei egy vegyi üzemben dolgoztak Moszkvában, ahol közvetlenül a német támadás után tartályokból vegyszereket fejtettek le Molotov-koktél készítéséhez, aminek következtében 72 munkatársukkal együtt súlyos végtagi idegrendszeri károsodást szenvedtek. Lanovojékat is azonnal kórházba szállították és évekig szanatóriumban kezelték, de Lanovoj édesanya súlyos rokkant maradt, apja is csak alig valamivel kisebb fokban.
Színészi tanulmányait 1947-ben kezdte meg Igor Talankinnál a moszkvai ZIL Autógyár kultúrpalotájának dráma iskolájában. 1951-ben az amatőr művészek össz-szövetségi versenyén Lanovoj és mestere, Igor Talankin oklevelet kapott.
Kitüntetéssel érettségizett, és 1953-ban felvételt nyert a Lomonoszov Egyetem Újságíró Karára, de itt csak hat hónapot tanult. Ezután beiratkozott a Borisz Scsukin Színművészeti Főiskolára, ahol 1957-ben diplomázott. Itt találkozott későbbi feleségével, Tatyjana Szamojlovával. (Őt a magyar nézők a Szállnak a darvakban, illetve Szemes Mihály Alba Regia című filmjében (1961) láthatták, amelyben Gábor Miklós partnereként egy szovjet felderítőnőt alakított.)
Lanovoj még tanulmányai idején, 1954-ben kezdett filmezni. Első filmszerepe az Érettségi bizonyítvány főszerepe volt, és címszerepet játszott az Osztrovszkij Az acélt megedzik című regényéből készült 1956-os Pavel Korcsagin-ban is.

## Családja
- Apja – Szemjon Petrovics Lanovoj (1907–1979)
- Anyja – Galina Ivanovna (1910–1986)
- Nővére – Valentyina Lanovaja (1937–2002)
- Első felesége – Tatyjana Szamojlova színésznő. Diák korukban a színházi iskolai tanulmányaik alatt 1955 és 1958 között voltak házasok.
- Második felesége 1961 és 1971 között – Tamara Mihajlovna Zjablova (1929–1971), színésznő. Autóbalesetben hunyt el.
- Harmadik felesége 1972 óta – Irina Petrovna Kupcsenko, színésznő. Gyermekeik:

- Idősebbik fiuk, Alekszandr Lanovoj (1973-ban született) – A Moszkvai Állami Egyetem Történelem Karán végzett.
- A fiatalabbik: Szergej Lanovoj (1976 – 2013. október 9.) – A Moszkvai Állami Egyetem Gazdaságtudományi Tanszékén végzett.

## Politikai szerepvállalása

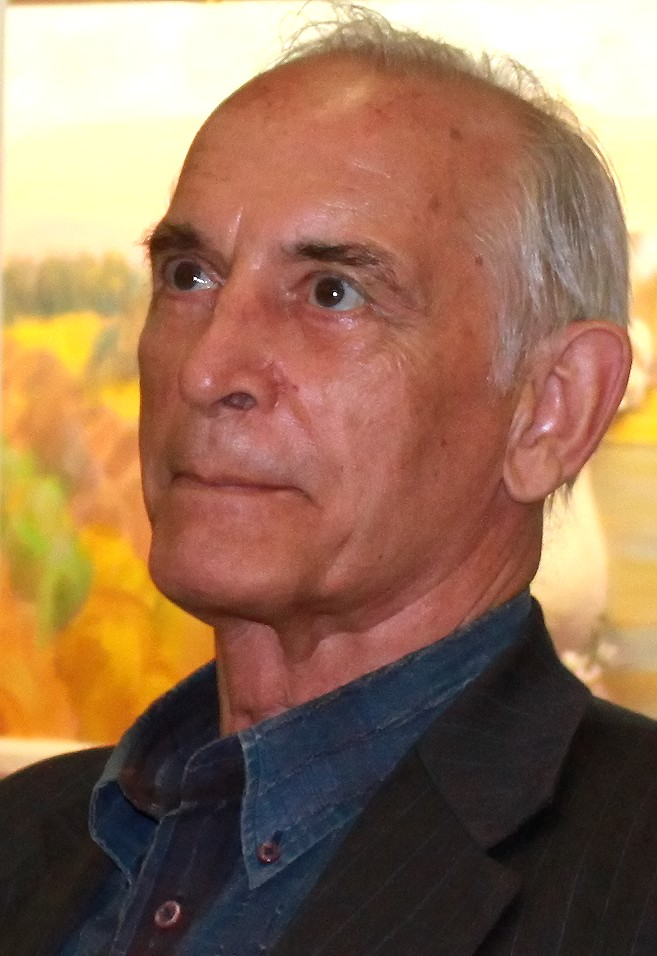
2009-ben

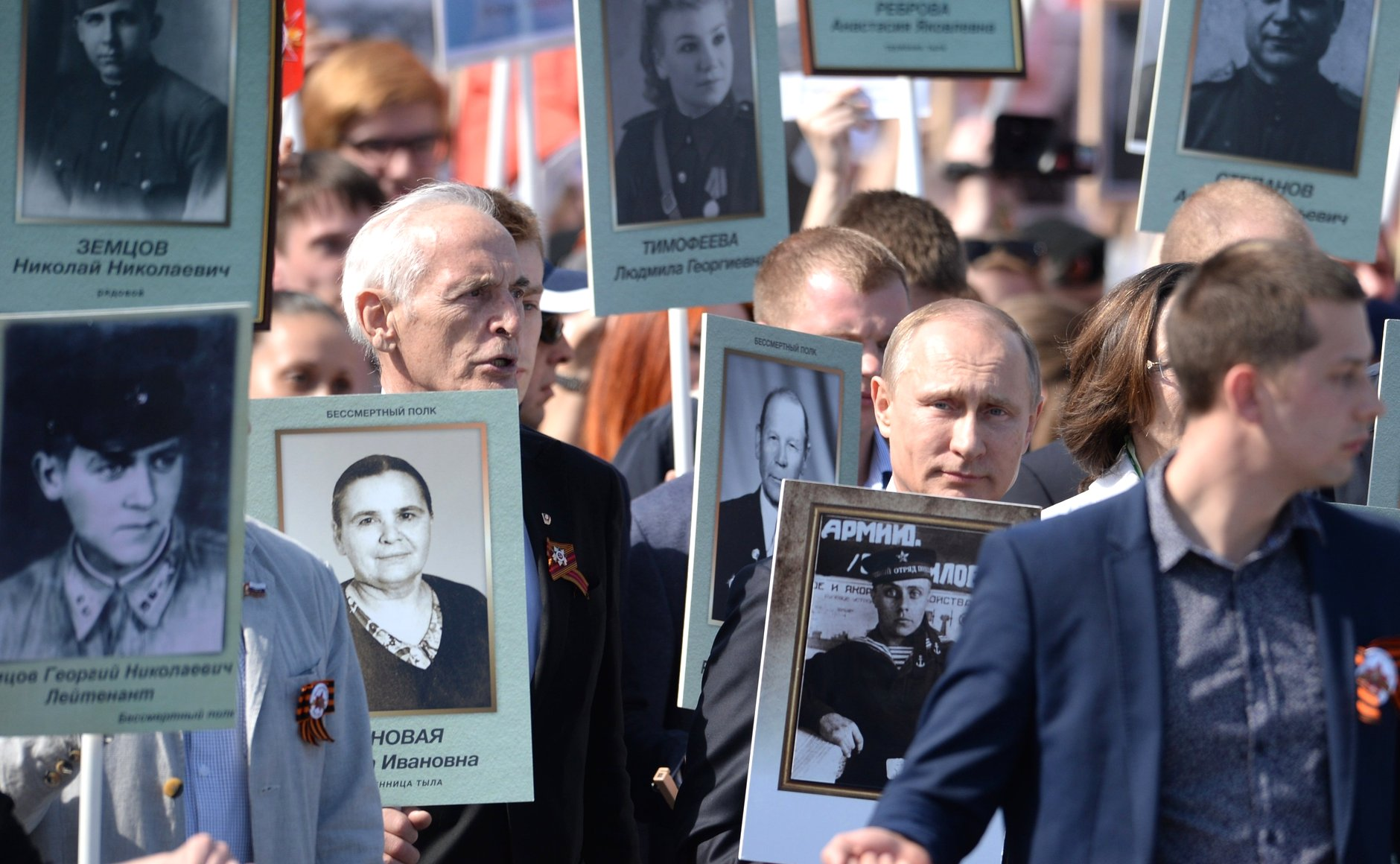
Édesanyja portréjával a Győzelem Napja felvonuláson a Vörös téren. Mellette Putyin elnök édesapja, Szpiridon Putyin fotóját viszi. 2015. május 9.

Vaszilij Lanovoj 1968-tól a Kommunista Párt tagja és a Szovjetunió felbomlása után sem változtatott politikai nézetein.
1995-től a „Hadsereg és kultúra” régióközi közalapítvány elnöke, az Oroszországi Föderáció Honvédelmi Minisztériuma mellett működő ún. Nyilvános Tanácsa és annak vizsgálóbizottságának tiszteletbeli tagja.
A Nagy Honvédő Háború emlékét ápoló Halhatatlan Ezred hazafias mozgalom kuratóriumának elnöke. A mozgalom tagjai hagyományosan felvonulást rendeznek a győzelem napján, május 9-én szüleik, nagyszüleik vagy azoknak a rokonaiknak a portréival, akik részt vettek a nagy honvédő háborúban. A mozgalomhoz mára több száz város csatlakozott – Oroszországon kívül is.
„Nem az első alkalommal veszek részt szüleim portréjával a Halhatatlan Ezred felvonulásán. És továbbra is megteszem, amíg csak tudom, – mondta Vaszilij Lanovoj. – Az ezred valóban halhatatlan – rengeteg ember halt meg a győzelemért a fronton, vagy dolgozott ezért a hátországban. A Halhatatlan Ezred jelképezi a generációk vér szerinti kapcsolatát. Azt szeretnénk, ha a fiatalok velünk vonulnának a háború és győzelem napján – ennek a szent és nagy ünnepnek a tiszteletére.”
2014. február 21-én aláírta Tamara Mianszarova, Ioszif Kobzon, Elina Bisztrickaja és az űrhajós Alekszandr Volkov Janukovicsnak szóló felhívását, hogy „használja a kezében lévő erőt és hatalmat a rend helyreállításához az országban”.
2014. március 11-én aláírta azt petíciót, amely az orosz kultúra részéről támogatásáról biztosítja Vlagyimir Putyin orosz elnök Ukrajnával és a Krímmel kapcsolatos politikáját.
2015. június 12-én beszédet mondott az Oroszországtól Oroszországig gálakoncerten a moszkvai Vörös téren.

## Színházi és egyéb szerepei
Vaszilij Lanovoj a moszkvai Vahtangov Állami Akadémiai Színház tagjaként 1957-től napjainkig számtalan kiemelkedő alakítást nyújtott többnyire főszerepekben.
Szerepelt számos rádiójátékban, verset mondott rádióban, televízióban. Önálló verses felvételei és válogatásai jelentek meg.
Mindezek mellett sokat foglalkoztatott és népszerű szinkronszínész is.

## Filmszerepei
- 1954 – Аттестат зрелости (Atectat zrelosztyi – Érettségi bizonyítvány) – Valentyin Lisztovszkij
- 1956 – Триста лет тому... (Triszta ljet tomu... – Háromszáz évvel ezelőtt ...) – Bronyiszlav Orzselszkij hadnagy
- 1956 – Павел Корчагин (Pavel Korcsagin) – Pavel Korcsagin
- 1957 – Сильнее урагана (Szilneje uragana – Erősebb hurrikán)
- 1961 – Алые паруса (Alüje parusza – Vörös vitorlák) – Arthur Grey kapitány
- 1961 – Vadállatok a fedélzeten (Полосатый рейс) – Nyaraló a parton
- 1962 – Kollégák (Коллеги – Kollegi) – Alekszej Makszimov
- 1965 – Иду на грозу (Irány a vihar) – Oleg Tulin
- 1965 – Háború és béke (Война и мир – Vojna i mir) – Anatol Kuragin
- 1966 – Товарищ песня (Bajtársi dal) – Szergej
- 1967 – Anna Karenina (Анна Каренина) – Alekszej Vronszkij
- 1967 – Пароль не нужен (Jelszóra nincs szükség – Mareikisz, Iszajev összekötője
- 1968 – Шестое июля (Július hatodika) – Feliksz Dzerzsinszkij
- 1968 – Солярис (Szoljarisz – Solaris) – Kris Kelvin (Tarkovszkij filmjét pár évvel megelőző feldolgozás)
- 1969 – Министры и сыщики (Miniszterek és detektívek) – Sherlock Holmes
- 1970 – Любовь Яровая (Ljubov Jarovaja) – Mihail Jarovoj
- 1971 – Apáról fiúra (Офицеры – Oficeri) – Ivan Varavva
- 1972 – Пятьдесят на пятьдесят (Ötven-ötven) – Volgin
- 1973 – A tavasz tizenhét pillanata (Семнадцать мгновений весны) – Karl Wolff SS-tábornok
- 1973 – Иркутская история (Irkutszki történet) – Viktor
- 1973 – Юнга Северного флота (Az új Északi Flotta) – Cseremin őrnagy
- 1974 – A tudós magánélete (Анна и Командор – Anna i Komandor) – Parancsnok
- 1974 – Здравствуйте, доктор! (Üdvözletem, doktor!) – Alekszandr Szokolov, fiatal sebész
- 1976 – Дни Турбиных (Dnyi Turbinih – A Turbin család napjai) – Leonyid Jurevics Servinszkij
- 1976 – Собственное мнение (Magánvélemény)
- 1977 – Egy furcsa asszony (Странная женщина – Sztrannaja zsenscsina) – Nyikoláj Szergejevics Andrianov
- 1977 – Встреча на далёком меридиане (Találkozó a távoli meridiánon)
- 1977 – Солдаты свободы (A szabadság katonái) – Andrej Antonovics Grecsko marsall
- 1978 – Вечер старинных русских водевилей (Régi orosz vígoperett)
- 1979 – Egy pisztoly eltűnik (Петровка, 38 – Petrovka, 38) – Vladiszlav Nyikolajevics Kosztyenko
- 1980 – Огарёва, 6 (Ogarjova, 6 – Ogarjova utca 6.) – Vladiszlav Nyikolajevics Kosztyenko
- 1982 – Бой на перекрёстке (A csata előtt) – Feliksz Edmundovics Dzerzsinszkij
- 1982 – Мрачное солнце (Szomorú nap)
- 1983 – Az alvilágot felszámolni! (Приступить к ликвидации – Prisztupity k likvidácii)) – Vagyim Gavrilovics Csisztyakov (Altunyin), repülőezredes
- 1984 – Стратегия победы (Nyerő stratégia, dokumentumfilm) – (szovjet dokumentumokat olvas fel)
- 1985 – Картина (Kartina – A kép) – Uvarov
- 1987 – Поражение (Vereség) – Borisz Grigorjevics Dankevics
- 1990 – Бес в ребро (Egészségtől duzzadó) – Vlagyimir Petrovics Csagin, a stadion igazgatója
- 1992 – Слеза Князя тьмы (A Sötétség Hercegének könnyei) – Preiman báró
- 1992 – Мелочи жизни (Az élet apró dolgai, tévéfilm) – Borisz Jefimovics Vologdin, a biztonsági cég vezetője, nyugalmazott KGB tábornok
- 1992 – Чёрный квадрат (Csornij kvadrat – Fekete négyzet) – Vaszilij Kaszarin KGB tábornok
- 1992 – Непредвиденные визиты (Nepredvigyennije vizityi – Váratlan látogatók) – Tyimofej Jegorovics Polzunov, a végrehajtó bizottság elnöke Sztálin idején
- 1993 – Падение (Pagyenyie – Zuhanás) – Anatolij Alekszejevics Krutov, pártvezető
- 1995 – Parasztruhás kisasszony (Барышня-крестьянка – Barisnya-krestyanka) – Iván Petrovics Beresztov
- 1998 – Незнакомое оружие, или Крестоносец 2 (Az ismeretlen fegyver, avagy A keresztesvitéz) – Tábornok
- 1998 – Незримый путешественник (A láthatatlan utazó) – I. Sándor cár
- 2000 – Рыцарский роман (Lovagregény) – Alexiosz Komnénosz bizánci császár
- 2001 – Ночь на кордоне (Éjszakai kordon) – Az idős Szergej
- 2004 – Золотая голова на плахе (Az aranyfej) – Feliksz Dzerzsinszkij
- 2005 – Brezsnyev (Брежнев) – Jurij Andropov
- 2005 – Сага древних булгар. Лествица Владимира Красное Солнышко (Az ősi bolgárok története. Vlagyimir lajtorjája) – Bíborbanszületett Konstantin császár
- 2006 – Офицеры (Oficeri – Tisztek) – Oszorgin tábornok
- 2006 – Тайна «Святого Патрика» (A „St. Patrick” rejtélye) – Az idős Valerij Loszickij
- 2007 – Одна любовь души моей – Nyikoláj Karamzin
- 2009 – Дом на Озёрной (Otthon a Tóvidéken) – Szedov
- 2010 – Старики (Az öreg) – Klimov
- 2012 – Ошибка следствия (Hiba következtében) – Klimov tábornok
- 2012 – Бедные родственники (Gyökerek) – Tyimofej Kuzmics Bondarjev
- 2013 – Берега моей мечты (Álmaim tengerpartja) – Vaszilij Nyikolajevics Besszonov vezető tervező
- 2013 – Линия Марты (Márták sora) – Jurij
- 2013 – Три мушкетёра (A három testőr) – Richelieu bíboros
- 2014 – Побег в небо (Menekülés az ég felé) – Gyevjatyajev

## Fordítás
- Ez a szócikk részben vagy egészben  a(z)   Лановой, Василий Семёнович című orosz Wikipédia-szócikk ezen változatának fordításán alapul.  Az eredeti cikk szerkesztőit annak laptörténete sorolja fel. Ez a jelzés csupán a megfogalmazás eredetét és a szerzői jogokat jelzi, nem szolgál a cikkben szereplő információk forrásmegjelöléseként.